# 大嵐駅
大嵐駅（おおぞれえき）は、静岡県浜松市天竜区水窪町奥領家にある、東海旅客鉄道（JR東海）飯田線の駅である。
所在地は静岡県浜松市ではあるが、愛知県北設楽郡豊根村富山地区の玄関口とされる。静岡県＝愛知県境から約50m静岡県側にあり、佐久間湖に架けられた鷹巣橋を渡ると富山地区である。
豊橋方の大原トンネルは5,063mあり、飯田線で最長のトンネルである。

## 歴史
- 1936年（昭和11年）12月29日：三信鉄道天龍山室駅 - 当駅間延伸時に相対式ホームの終着駅として開設[1][2]。一般駅[2]。
- 1937年（昭和12年）8月20日：三信鉄道が小和田駅まで延伸し、天竜峡駅までの既存線と直結[1][2]。途中駅となる[1]。
  - なお、この時開業した区間が、現在の飯田線最後の開業区間である[2]。
- 1942年（昭和17年）9月27日：豪雨に伴い、プラットホームと駅舎が天竜川に崩れ落ちる事故が発生[4]。この復旧の際に島式ホームとなる。
- 1943年（昭和18年）8月1日：三信鉄道線が飯田線の一部として国有化され、鉄道省（後の日本国有鉄道）の駅となる[1][2]。
- 1955年（昭和30年）11月11日：佐久間 - 大嵐間経路変更に伴い、構内配線を変更[1][2]。
- 1971年（昭和46年）12月1日：貨物・荷物扱い廃止（旅客駅化）[1][5]。
- 1984年（昭和59年）2月24日：飯田線CTC化に伴い無人駅化[1]。
- 1987年（昭和62年）4月1日：国鉄分割民営化に伴い、JR東海の駅となる[1][5]。
- 1997年（平成9年）8月20日：駅舎改築[6]。
- 2002年（平成14年）10月14日：中部の駅百選に選定される[1]。

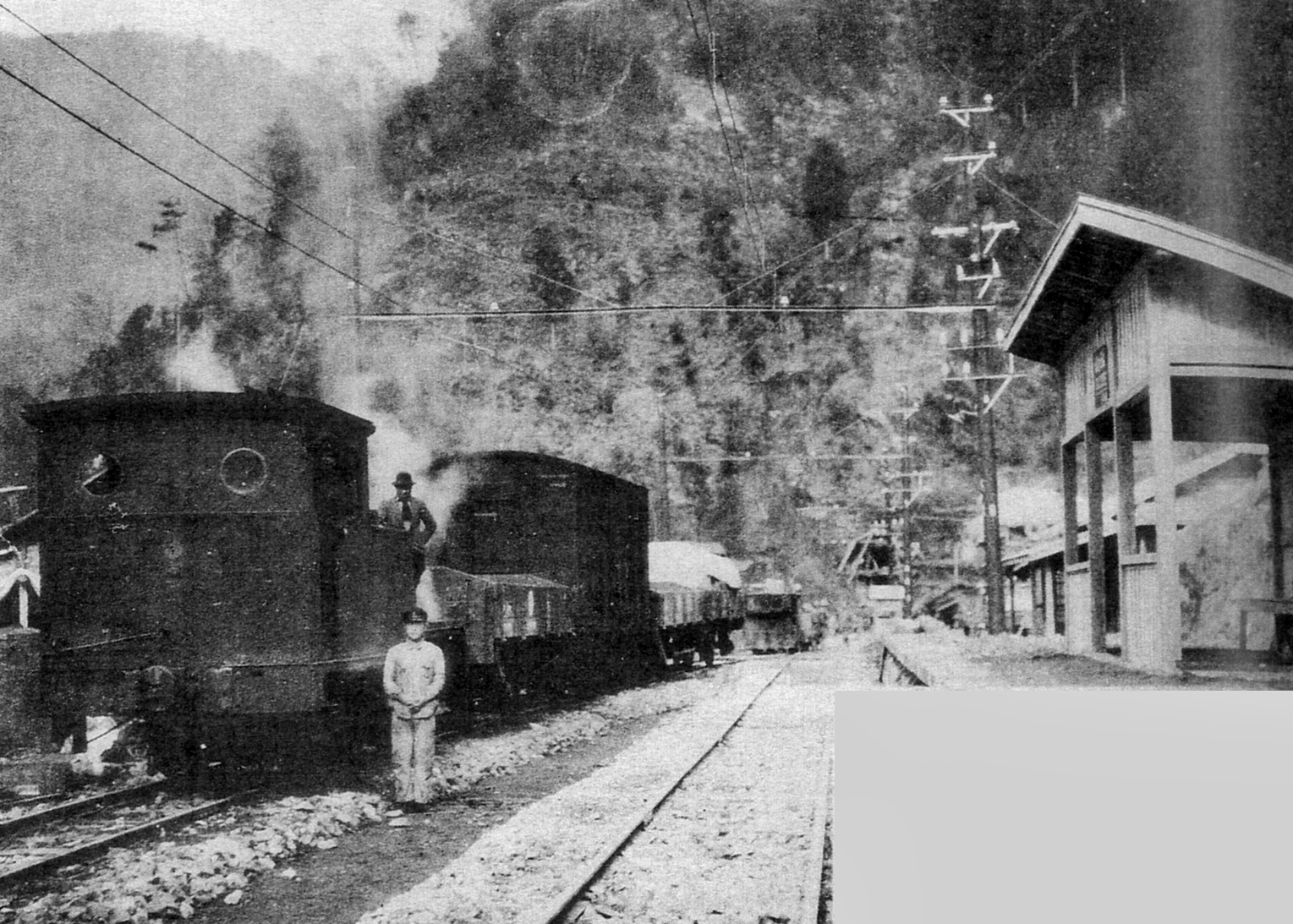
開設直後の駅構内

## 駅構造
島式ホーム1面2線と側線を有する地上駅。警報機の付いた構内踏切が平岡方面にある。中部天竜駅管理の無人駅である。
1955年（昭和30年）に、佐久間ダム建設に伴って飯田線佐久間 - 大嵐間経路を変更した際に、従来よりも山側に駅を移設した。これは1942年（昭和17年）9月27日に豪雨でプラットホームと駅舎が天竜川に崩落する事故が発生した経緯があり、ダム湖水位変動の影響も懸念されたことから防災対策として移転されることになったものである。旧駅は大原トンネル出口すぐ川側にあり、新駅同様島式ホームを備えた駅であった。大原トンネル出口から大嵐トンネル入口までは106mしか無く、大原トンネル出口付近64.2mと大嵐トンネル入口付近54.5mを拡幅断面として、トンネル内に分岐器とプラットホームの一部を設ける構造となっている。

### 駅舎
1997年（平成9年）に富山村が地方交付税等約3800万円を用いて新駅舎を建設した。川上幸男村長が主導して建設が計画され、建設費は富山村の一般会計予算の約5%に当たる。築約60年の旧駅舎が同年4月に解体されると、飯田線全線開通60周年記念日である8月20日に新駅舎完成式が開催され、特別列車等で訪れた観光客らも式典に参加した。JR東海の施設では無く豊根村の施設であるため、厳密には駅舎では無く休憩所と定められており、「みんなの休む処」と言う名称が付けられている。
駅舎は東京駅をモチーフとしており、赤レンガを模した不燃パネル等が用いられている。駅舎延床面積は56m2であり、約2万m2ある東京駅の約1/300である。内部には富山郵便局と富山村森林組合が寄贈した木製机や椅子が設置されている。内部には富山村の俳句愛好家が設置した投句箱や、来訪記念ノート等も設置されている。駅舎横にトイレがある。

### のりば
| 番線 | 路線      | 方向 | 行先               |
| ---- | --------- | ---- | ------------------ |
| 1    | CD 飯田線 | 下り | 天竜峡・飯田方面   |
| 2    | CD 飯田線 | 上り | 中部天竜・豊橋方面 |

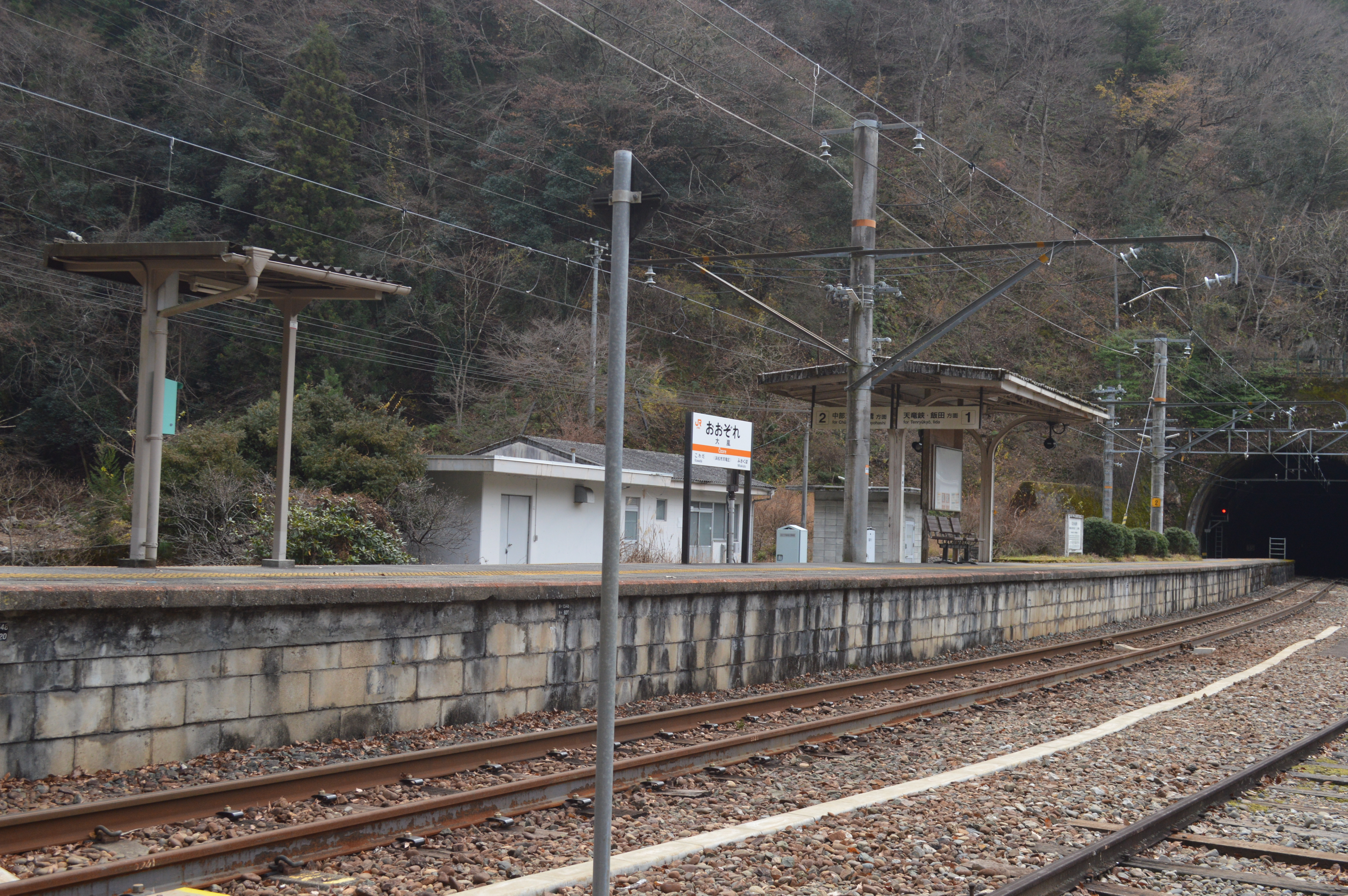
駅構内（2019年12月）
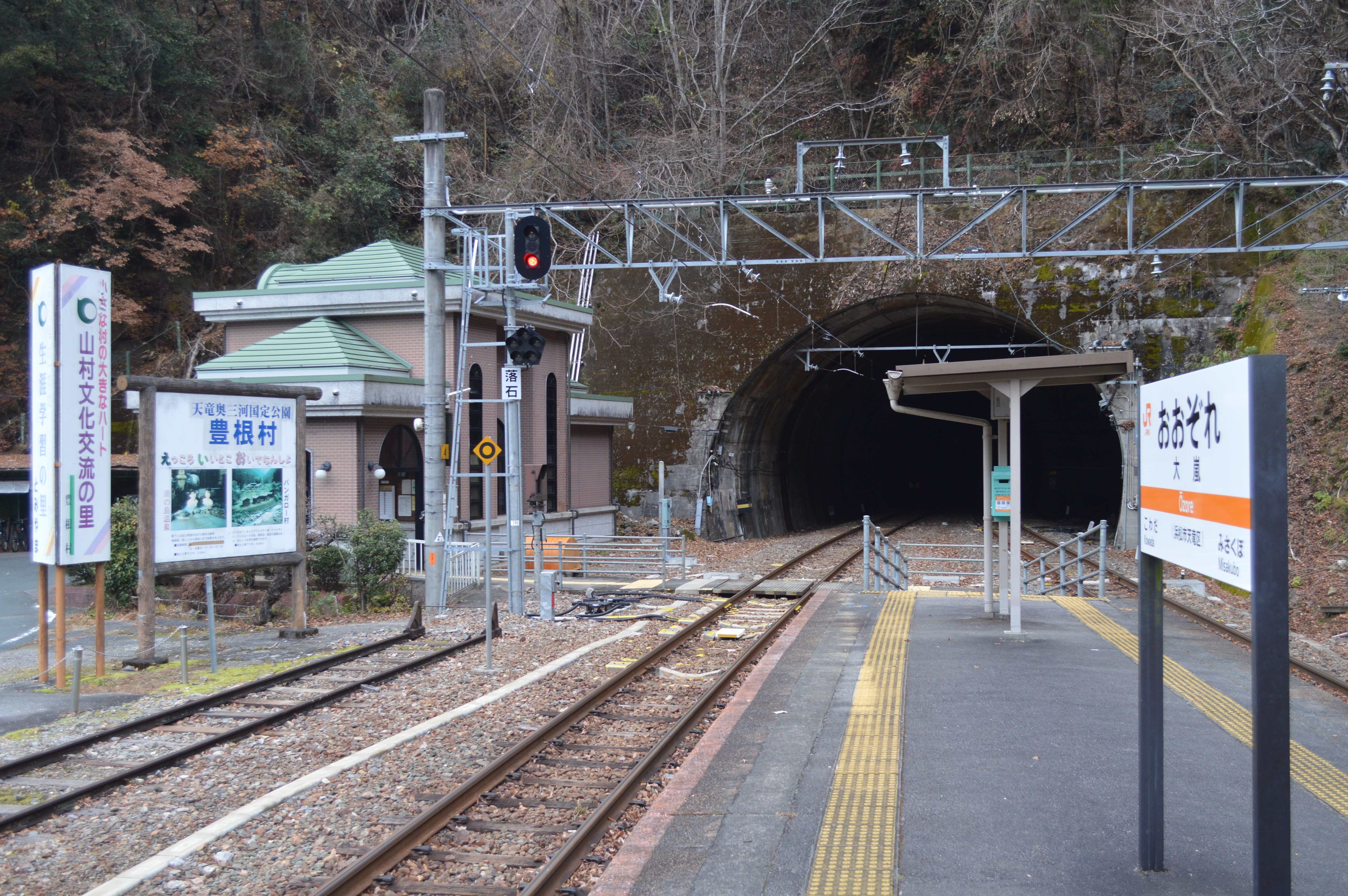
ホームと駅舎（2019年12月）

## 利用状況
「静岡県統計年鑑」及び「浜松市統計書」によると、近年の1日平均乗車人員は以下の通り。
| 年度   | 1日平均 乗車人員 |
| ------ | ---------------- |
| 1993年 | 72               |
| 1994年 | 64               |
| 1995年 | 60               |
| 1996年 | 59               |
| 1997年 | 73               |
| 1998年 | 58               |
| 1999年 | 53               |
| 2000年 | 49               |
| 2001年 | 不明             |
| 2002年 | 〃               |
| 2003年 | 〃               |
| 2004年 | 〃               |
| 2005年 | 〃               |
| 2006年 | 29               |
| 2007年 | 30               |
| 2008年 | 34               |
| 2009年 | 34               |
| 2010年 | 35               |
| 2011年 | 34               |
| 2012年 | 33               |
| 2013年 | 33               |
| 2014年 | 31               |
| 2015年 | 22               |
| 2016年 | 23               |
| 2017年 | 20               |
| 2018年 | 18               |
| 2019年 | 18               |

## 駅周辺

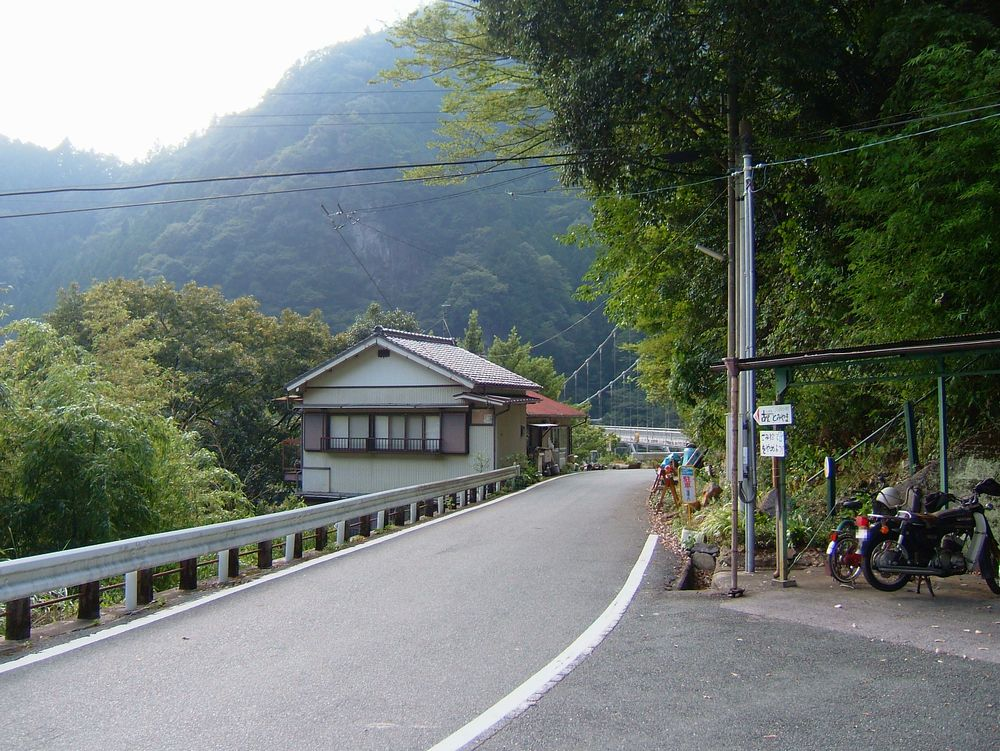
駅前風景

駅は静岡県浜松市天竜区にあるが、愛知県北設楽郡豊根村富山地区への玄関駅となっている。駅前にある鷹巣橋（愛知県道426号・静岡県道287号津具大嵐停車場線）を渡ると豊根村富山地区となる。
とても山深い場所に位置し駅周辺には商店は無く自動販売機も無い。
道路による他地域とのアクセスが非常に不便であるため、新聞輸送や郵便配達に飯田線列車が用いられている。
新聞は豊橋駅発の下り始発列車で運ばれ、郵便物は宛先が愛知県側であっても静岡県の日本郵便天竜郵便局によって行われており、社員は郵便物が入ったリュックを背負い、電車から降りると、駅前に停めてあるバイクに積込んで配達に向かう。
- 天竜川
- 静岡県道288号大嵐佐久間線 - 飯田線旧線を転用した道路で、トンネル（夏焼第一隧道・夏焼第二隧道）も残っている。なおトンネルを抜けた先の県道は廃道（供用廃止区間）となっている。
- 愛知県道・静岡県道1号飯田富山佐久間線
- 夏焼集落
- おでかけ北設（豊根村営バス）「大嵐駅」停留所 - 富山線

## バス等との接続

### 大嵐駅より利用可能なレンタサイクル
駅前の駐輪場に、レンタサイクルとみチャリ（有料）が設置されている。

- (一社)とみやまの里が運営。
- 料金は、1回300円。100円硬貨3枚が必要（両替機はないため要注意）。
- 駐輪場にあるカプセルマシーンでカプセルを購入。
- 無人でのサービスである。
- 湯の島温泉（土日祝日のみ営業）[14]には、大嵐駅より自転車で約10分。

### 大嵐駅接続のバス路線
大嵐駅と旧富山村内（現：愛知県豊根村）を結ぶ公営バスが1路線運行されている（2025年8月現在）。
- 路線名は、おでかけ北設「N3富山線」（時刻表あり）。
  - 「おでかけ北設」は、愛知県北設楽郡の設楽町・東栄町・豊根村の3町村が共同で運行する交通システム。従来からの町村営バス・豊鉄バス、移送サービスなどを一体化するとともに、町村をまたぐ基幹バスの運行や、電話予約制の予約バスの運行などを3町村で協力し運営している。
  - おでかけ北設の路線には、基幹バスと支線バスの2種類がある。N3富山線は、支線バスの路線の1つである。
- 大嵐駅と、富山支所を経由し、漆島までを結ぶ（豊根村営バス 路線図（2025年4月現在））。[15][16]
- 料金は、1乗車200円（小児は半額）。
- 土日祝日、年末年始（12月29日～1月3日）は運休。
- 平日のみ運行。平日でも前日までに予約が必要な便がある。予約は、前日の午後5時まで。[17]
- 路線上に、湯の島温泉（土日祝日のみ営業。井戸川橋下車）、とみやま来富館（レストラン・売店・宿泊施設あり。湯野島下車）がある。

## 隣の駅
東海旅客鉄道（JR東海）
CD 飯田線
- 臨時急行「飯田線秘境駅号」停車駅（下りのみ）
- 過去には特急「伊那路」の臨時停車実績もある。

■快速
通過
■普通
水窪駅 - 大嵐駅 - 小和田駅

### かつて存在した路線
日本国有鉄道
飯田線（旧線）
白神駅 - 大嵐駅 （- 小和田駅）